# Lightning Network
Lightning Network — платежный протокол, оперирующий над блокчейнами (обычно используется Биткойн). Позволяет проводить моментальные транзакции между участвующими нодами и предлагается как решение проблемы масштабируемости биткойна.
Сеть Lightning Network состоит из узлов и двунаправленных платежных каналов. Платежный канал устанавливается между двумя узлами сети. Каждый из двух узлов платежного канала вносит некоторую сумму средств в канал через транзакцию в блокчейне. В дальнейшем пропускная способность канала складывается из суммы внесённых узлами средств.
В работе Lightning Network используются такие понятия как:
- Открытие канала — блокировка в блокчейне средств, которые будут переданы в управление вновь созданному каналу Lightning Network.
- Закрытие канала — закрытие канала и перевод средств под контроль блокчейна.
- Истощение канала — обратимый процесс, в результате которого канал фактически может работать только в одном направлении. Если первый узел перевел все средства в канале второму узлу, то направление перевода средств от первого узла второму будет невозможно, до тех пор, пока второй узел не переведет часть средств первому. Либо двум узлам понадобится открыть новый платежный канал.

## Как работает Lightning Network
Суть работы Lightning Network заключается в создании платежных каналов двустороннего направления между двумя установленными узлами сети, по которым будут проходить моментальные двусторонние криптовалютные платежи без комиссии. Каждым узлом сети изначально блокируется сумма в блокчейне, выделенная для канала Lightning Network. В дальнейшем заблокированные средства обрабатываются каналом, используя долговые расписки держателей криптовалюты, а не саму криптовалюту. В блокчейне фиксируется только факт выделения средств в открытый канал Lightning Network и итоговый баланс транзакций после закрытия канала. Платежный канал между узлами может оставаться открытым неограниченное время по желанию пользователей.
При создании двух и более каналов, работающих совместно, формируется сеть Lightning Network. В ней пользователи пересылают друг другу расписки, используя оптимальные маршруты из соединенных цепочкой открытых каналов. Так отправитель, не имеющий платежного канала с конечным получателем своих средств, использует свой открытый канал с пользователем, имеющим прямую связь с его конечным получателем. Как видите, появляется возможность совершать множество мелких транзакций за пределами блокчейна, устраняя проблемы перегруженности основной сети. Lightning Network позволяет обрабатывать любые объемы транзакций без затрат сети, поддерживая при этом масштабируемость и высокий уровень безопасности.
Вся работа Lightning Network может быть рассмотрена в трех ее составляющих:
- Каналы проведения платежей.
- Хеш-контракты блокировки сумм для их переноса в Lightning (HTLC).
- Протокол сети Lightning.

Высокая степень автоматизации Lightning Network позволяет существенно упростить процесс совершения транзакций, создавая платформу для дополнительного удешевления работы сети криптовалюты.